# Descolonització

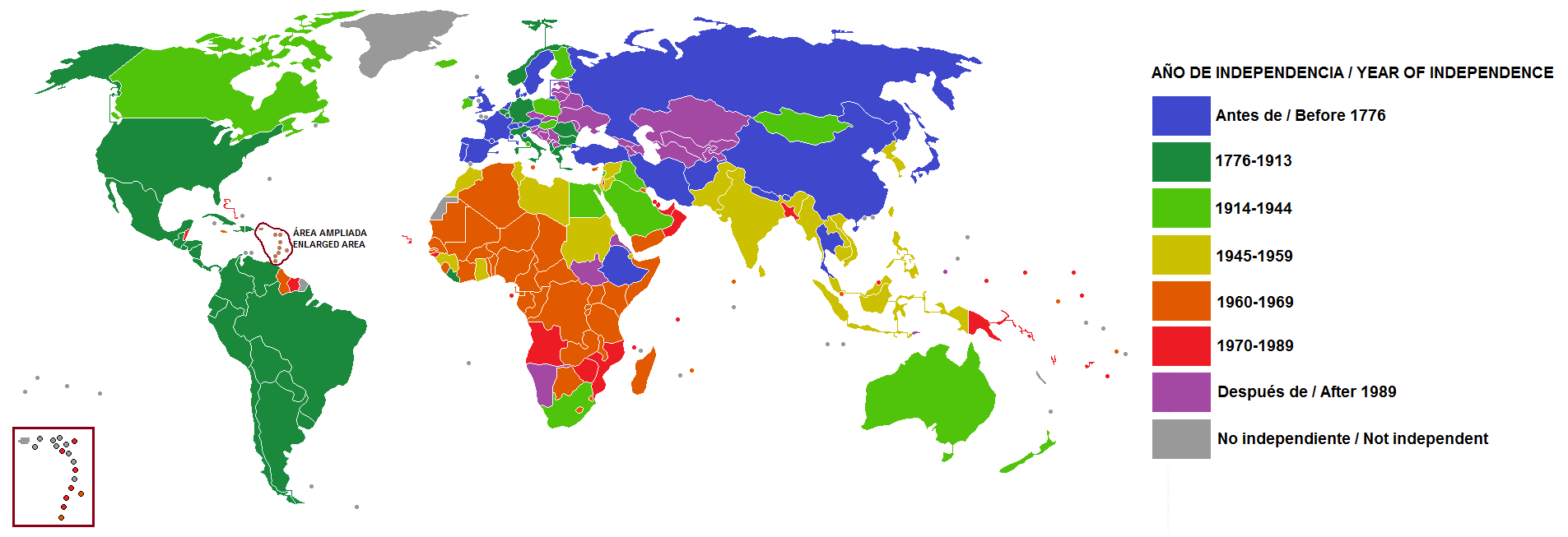
Països per data d'independència

La descolonització és la desfeta del colonialisme, el procés pel qual les nacions imperials estableixen i dominen territoris estrangers, sovint a l'estranger. Els significats i les aplicacions del terme es discuteixen. Alguns estudiosos de la descolonització se centren especialment en els moviments d'independència a les colònies i el col·lapse dels imperis colonials globals.
Com a moviment per establir la independència dels territoris colonitzats de les seves respectives metròpolis, la descolonització va començar el 1775 a Amèrica del Nord. Les grans onades de descolonització es van produir després de la Primera Guerra Mundial i, sobretot, després de la Segona Guerra Mundial, a causa de l'ascens dels Estats Units i la Unió Soviètica. La descolonització conclouria amb l'enfonsament de la Unió Soviètica el 1991, així com amb la transferència de sobirania a Hong Kong i Macau el 1997 i 1999 respectivament.
Els estudiosos crítics estenen el significat més enllà de la independència o la igualtat de drets dels pobles colonitzats per incloure aspectes econòmics, culturals i psicològics més amplis de l'experiència colonial. Ampliar el significat de la descolonització més enllà de la independència política ha estat un plantejament discutit que ha rebut crítiques.

## Mètodes i etapes
La descolonització és un procés polític que amb freqüència involucra la violència. En circumstàncies extremes es pot arribar a una guerra d'independència, de vegades després d'una revolució. En altres casos es tracta d'un cicle dinàmic on les negociacions fracassen, van seguides de disturbis menors que resulten i repressió policial i de les forces militars, intensificant-se revoltes més violentes que duen a més negociacions fins que s'obté la independència.
En algunes ocasions les accions de la població local estan caracteritzades per la desobediència civil no violenta. L'Índia és un exemple cèlebre. Mentre en alguns països de l'Àfrica Occidental Francesa (excloent els del Magrib) la descolonització va ser fruit d'una combinació d'insurrecció i de negociacions. El procés només es considera finalitzat quan el govern de facto és reconegut com un estat sobirà per la comunitat de nacions.
La independència és difícil d'assolir sense l'estímul i el suport pràctic d'un o més agents externs. Els motius per donar ajuda són variats: nacions de la mateixa ètnia o religió poden simpatitzar amb els grups oprimits, una nació forta pot intentar desestabilitzar una colònia per afeblir a un rival o enemic colonitzador, per a crear un espai per a la seva pròpia esfera d'interès (com la doctrina Monroe nord-americana que es va aplicar a l').
Després de la Primera Guerra Mundial va haver-hi un esforç col·lectiu institucionalitzat perquè progressés la causa de l'autogovern a través de la Societat de Nacions. Sota l'Article 22 del conveni d'aquesta organització es van crear alguns mandats amb la intenció expressa de preparar països per a l'autogovern. Tanmateix, en realitat, es va produir una redistribució del control sobre les antigues colònies dels estats vençuts, especialment d'Alemanya i d'Imperi Otomà.
Algunes colònies d'ultramar han triat retenir el seu estatus colonial, per exemple Gibraltar i les Illes Malvines. Així mateix, alguns poders colonials han promogut la descolonització per a desfer-se dels costos financers, militars. I, finalment, hi ha poders colonials que han mantingut el seu estatus, retenint forts vincles econòmics i culturals amb les seves excolònies. A través d'aquests vincles, els poders colonials antics han mantingut una proporció significativa dels beneficis dels seus imperis, però amb costos menors.
Poques vegades la descolonització és assolida per una sola llei històrica particular, sinó que en general es desenvolupa a través d'una o més etapes d'emancipació, cadascuna de les quals pot ser atorgada o aconseguida amb lluita. Aquestes poden incloure la introducció de representants elegits (solament en qualitat de consellers) i diferents graus d'autonomia o d'autogovern. Així, l'etapa final de descolonització pot significar només el lliurament de responsabilitats en relacions externes i en la seguretat i sol·licitar el reconeixement pel nou estat sobirà. Però, àdhuc seguint el reconeixement de l'estat, el grau de continuïtat pot ser mantingut per tractats bilaterals entre governs ara formalment igualis involucrant pràctiques com entrenament militar conjunt, pactes de protecció mútua, o àdhuc la instal·lació de bases militars.

## La primera descolonització (1945-1956)
De la Segona Guerra Mundial, en va sorgir una situació de no-retorn amb relació al destí dels imperis colonials europeus. Les potències de l'Eix (en especial, el Japó) havien plantejat un esquema anticolonial que, encara que després es va comprovar que a penes era una pantalla per al seu propi imperialisme, va agitar prou l'statu quo anterior a la guerra, fins i tot perquè ja durant la contesa soviètics i nord-americans coincidissin a impulsar un discurs d'alliberament nacional.

### L'enfonsament dels vells imperis
Aquesta situació va conformar el tercer costat d'un clar triangle de relacions entre les tres grans potències líders del camp aliat. Els altres dos estaven compostos per la coincidència angloamericana en una definició internacional de les llibertats, seguint una tradició liberal essencialment angloamericana (que havia quedat palesa a la Carta Atlàntica), i l'anglorussa, pel que fa a aplicar la Realpolitik en la resolució d'aspectes concrets en determinats conflictes de zona (la manifestació més cèlebre de la qual va ser la Quarta Conferència de Moscou entre Churchill i Stalin, el 1944).

#### La posició dels EUA i l'URSS respecte als imperis europeus
La descolonització, però, era un desafiament, i això, en la immediata postguerra, generava una certa cautela tant a Moscou com a Washington. Aquesta prudència lògica, pròpia de les grans superpotències amb una visió planetària dels problemes geoestratègics, va ser aprofitada per les potències imperialistes europees: primer pels britànics i després, en la seva estela, pels francesos, els holandesos i els belgues.
L'objectiu comú era perllongar la integritat dels vells imperis tant com es pogués. Inicialment, i de manera implícita, fins i tot es va formar un front unit que va tenir èxit perquè les situacions a la perifèria colonial van quedar molt aviat supeditades a les tensions europees que generava la imminència de la guerra freda. Washington no va tardar a adoptar una gran precaució davant el tema colonial, i examinà cas per cas, tenint en compte, sobretot, que en alguns territoris la lluita d'alliberament nacional era de signe comunista clar.
Tanmateix, era evident que els Estats Units continuaven mantenint la seva preferència pel desmantellament dels vells imperis. En part, perquè eren els impulsors principals de la filosofia de les Nacions Unides, i això implicava conformar un sistema d'estats com més ampli millor per a crear un gran fòrum que allunyés el perill dels totalitarismes: el gran projecte de Franklin Delano Roosevelt va continuar viu amb Harry S. Truman. A més, perquè els nord-americans defensaven a ultrança el lliure canvi i els imperis afavorien les situacions de proteccionisme, una cosa poc convenient quan la maquinària industrial dels EUA pretenia mantenir els nivells productius que s'havien assolit durant la guerra i necessitava un mercat al màxim d'extens. Els soviètics coincidien a pensar que els imperis no eren sinó un destorb a les seves noves capacitats expansives, ja que es consideraven líders mundials de la revolució socialista.
Per a les potències colonials la situació era de fallida econòmica i l'opció era aprofitar les riqueses dels territoris ultramarins i dels seus mercats com a garantia en les èpoques de crisi econòmica a la metròpoli. El problema era que en la immediata postguerra la imatge de submissió colonial era ja un tòpic.
Des del Sud-est asiàtic al Pròxim Orient, pràcticament a totes les colònies i mandats, les potències europees s'havien d'enfrontar a situacions de revolta independentista més o menys agudes.

#### L'opció descolonitzadora britànica
Malgrat que era al bàndol dels vencedors, el 1945 el Regne Unit estava arruïnat. Això explica en bona part la decisió de la majoria de britànics a votar pel partit laborista. Un cop va haver arribat al govern, Clement Attlee va fer aprovar en menys d'un any setanta-cinc lleis importants d'un ampli programa de nacionalitzacions i protecció social. Es va nacionalitzar l'aviació civil, i bona part dels transports, la mineria del carbó, la siderúrgia, el subministrament elèctric i de gas i moltes altres empreses. I, principalment, es va posar en marxa un avançat sistema de seguretat social (National Insurance) que no va trigar a esdevenir modèlic per a la resta dels països europeus. La Gran Bretanya, impulsada per la necessitat, va crear el primer estat del benestar (Welfare State) pròpiament dit.
En aquest context de penúria, el vast Imperi era una càrrega que absorbia mig milió de soldats i milers de funcionaris. El control d'aldarulls en llocs com Palestina o l'Índia comportava esforços i riscos polítics que minvaven la imatge de la metròpoli. Els britànics van adoptar una política pragmàtica: el 1948 ja s'havien desfet de l'Índia, Birmània, Iraq i Palestina.
Però l'operació es va fer tant precipitadament que, en els casos més conflictius, els britànics no van arribar a articular cap aparell d'estat. Els resultats van ser particularment desastrosos a l'Índia, la proclamació d'independència de la qual va ser avançada unilateralment pels britànics en un any sobre el calendari previst. La conseqüència va ser un desgavell total quan els musulmans van decidir separar-se i formar el seu propi estat, el Pakistan. Les venjances entre hindús, musulmans i sikhs es van saldar amb més d'un milió de morts només en tres mesos (d'agost a octubre de 1947). A Palestina tampoc no es va arbitrar un consens polític, i els resultats d'això es perllonguen fins avui.
En qualsevol cas, les motivacions dels laboristes britànics no havien estat ideològiques. L'objectiu no era l'extinció de la idea imperial, sinó la corrupció del sistema en un sentit més rendible. Allà on va ser factible, es van mantenir les colònies, fins i tot amb la força de les armes.

#### La posició francesa davant la descolonització
Davant aquesta flexibilitat, la resta de les potències colonialistes o bé van aconseguir mantenir les seves possessions durant alguns anys més, o bé les van perdre després de dures guerres, com va ser el cas dels holandesos, de les possessions dels quals a les Índies Orientals en va sorgir la República d'Indonèsia.
El cas més espectacular de resistència a ultrança, però, el va protagonitzar França. La seva actitud va provocar les dues guerres de descolonització més ferotges: la d'Indoxina francesa i la d'Algèria.
Els francesos havien desenvolupat el seu model d'imperi a partir d'un patró assimilacionista, basat en el racionalisme cartesià. París va exportar a les colònies el seu model d'estat. Tot i que eren considerats ciutadans de segona, tots els nens de l'Imperi rebien la mateixa educació bàsica que els francesos de la metròpoli. Els adults servien a l'exèrcit com la resta de ciutadans, i les lleis eren iguals per a tots.
França només va saber apel·lar a plantejaments legalistes que moltes vegades eren purament teòrics. Aquesta va ser la idea de la Unió Francesa, recollida en la Constitució de la Quarta República Francesa (1946), segons la qual, els territoris d'ultramar perdien la denominació de colònies i esdevenien divisions administratives de la República Francesa (una idea aplicada a les últimes restes de l'Imperi espanyol en temps del general Franco). Aquesta innovació seguia la tradició assimilacionista i centralista de l'Imperi francès: no es van fer distincions entre unes colònies i les altres; no es va fer cap mena de concessió a l'autogovern.
La manca de concessions va comportar dues guerres: la guerra d'Indoxina i la guerra d'Algèria.

### Crisi de Suez
Mentre tenia lloc la guerra d'Algèria, es va desencadenar una greu crisi internacional a Egipte, que va tenir com a protagonistes principals la Gran Bretanya, França i Israel, encara que la força decisiva la van tenir els Estats Units.
L'anomenada crisi de Suez va ser una altra conseqüència del procés descolonitzador. Egipte s'havia independitzat de la Gran Bretanya el 1936, però durant la Segona Guerra Mundial les tropes britàniques van defensar el canal de Suez davant l'ofensiva alemanya pel nord d'Àfrica. A partir de 1948, la independència d'Israel i la primera guerra en aquella zona de l'Orient Mitjà van atiar poderosament el ressorgir del nacionalisme panarabista.
El 1952, ja plenament recuperada la independència, un grup d'oficials nacionalistes va donar un cop d'estat que va enderrocar el corrupte rei Faruk I. El cervell i el motor del nou règim n'era el primer ministre, el coronel Gamal Abdel Nasser. La presidència va recaure en aquest home a partir de 1954, i des d'aleshores va esdevenir un líder cada vegada més carismàtic. El nou dictador va promoure la política de no-alineació amb cap de les superpotències de la guerra freda i es va dedicar a fomentar l'arabisme a l'Orient Mitjà i al Magrib. També va donar suport a diversos moviments anticolonials a Àfrica, com l'FLN algerià.
Malgrat que les potències occidentals veien amb recel aquestes tendències, i també l'apropament amb els països de l'Est, li van concedir crèdits per a construir la presa d'Assuan, una obra que havia de regular les crescudes del Nil i subministrar energia elèctrica per a la industrialització d'Egipte. Tanmateix, el 1956 i davant el seu acostament als països de l'Est, els americans van cancel·lar aquests crèdits. Nasser va contraatacar amb la nacionalització de la Companyia Anglofrancesa del Canal de Suez (juliol) amb el pretext que així obtindria els fons necessaris per a dur endavant l'obra. A més, va anul·lar el tractat internacional de 1888 pel qual es garantia la llibertat total de navegació per a tots els països, cosa que apuntava cap a Israel.

#### Intervenció armada
El conflicte es va dur a l'ONU, però davant la manifesta voluntat de soviètics i americans de mantenir-se al marge, anglesos i francesos van optar per llançar-se a una intervenció armada. La fúria de París i Londres es combinava amb la por que les pràctiques nacionalitzadores de Nasser fossin imitades per les colònies que havien assolit la independència o per les que estaven en camí de fer-ho.
L'atac francobritànic, combinat en secret amb un assalt israelita al Sinaí, va ser un èxit. Però per manca dels mitjans necessaris, el desembarcament de les tropes que havien de recuperar el canal de Suez es va retardar uns quants dies. En aquest interval, els nord-americans van tenir temps de convocar l'Assemblea General de l'ONU, que va condemnar l'operació, va obligar a un alto el foc i va humiliar internacionalment París i Londres.
Els anglofrancesos havien intentat dur a terme l'operació a l'esquena de la superpotència americana, però mancats de la capacitat militar necessària, havien fallat en l'intent de crear un "fet consumat". Els nord-americans, llavors, van decidir demostrar clar i net qui manava a l'hemisferi occidental, i van deixar establert que el nou ordre internacional estava dominat per les dues grans potències. Suez va arraconar definitivament els vells imperis amb les seves velles polítiques.
D'una altra banda, l'ultimàtum soviètic -Khrusxov va amenaçar de bombardejar París i Londres- va ser només una bravata, ja que els serveis d'intel·ligència occidentals sabien que en aquell moment l'URSS no disposava de míssils de llarg abast. Tot plegat va demostrar que Moscou i Washington continuaven estant d'acord en la qüestió colonial, com l'any 1945.
La crisi de Suez va transcórrer gairebé simultàniament amb la revolució hongaresa. Malgrat que amb mitjans diferents, en tots dos casos el resultat va ser el mateix: la potència dominant a cada bloc va imposar l'ordre a la seva zona de predomini sense que el contrari gosés intervenir-hi. Hi havia, doncs, un mutu acord explícit perquè cap dels dos blocs es veia amb força per a afrontar una nova i devastadora guerra mundial només una sola dècada més tard de l'última gran conflagració.

## Descolonització africana
Entre el 1955 i el 1965 a Àfrica hi va haver una vertadera successió d'independències, algunes de les quals conquerides per la força (Guinea, el Congo, Kenya) i altres de negociades. A tot arreu, però, els conflictes entre les diferents ètnies o entre les élites dirigents, moltes de les quals no volien trencar totalment amb la metròpoli, va ser un fet. Això va provocar molts estats artificials, les fronteres dels quals no coincidien amb les ètnies que les habitaven, o cruentes guerres civils entre les faccions que volien detenir el poder.
- A l'Àfrica britànica la majoria dels territoris van passar a la independència de manera pactada i gradual, amb l'excepció de Kenya, on la insurrecció dels Mau-Mau va provocà més de 40.000 morts.

- L'Àfrica austral va tenir problemes quan, el 1961, la Unió Sud-africana va abandonar el Commonwealth i va refermar i consolidar un règim d'apartheid.

- A l'Àfrica francesa, l'única insurrecció generalitzada va tenir lloc a Madagascar l'any 1947.

Un dels casos més conflictius va ser el del Congo Belga, on la metròpoli va aprofitar les rivalitats entre les diverses ètnies per a defensar els seus interessos colonials.

### Els estímuls exteriors
Cap al final dels anys cinquanta, i sobretot 1960, nombrosos estats de l'Àfrica subsahariana van obtenir la independència de la dominació occidental. Atès que els territoris de les diverses colònies africanes s'havien format aglutinant grups tribals i lingüístics o ètnies completament diferents, i fins i tot antagòniques entre elles, els moviments nacionalistes no s'havien desenvolupat amb força des de la Segona Guerra Mundial.
Per tant, cal relacionar l'onada de processos independentistes, en primer lloc, amb l'exemple dels països del nord d'Àfrica, que cap a mitjan anys cinquanta (i abans, en el cas de Líbia) havien aconseguit una emancipació plena o estaven lluitant durament per a aconseguir-la (en el cas de la guerra d'Algèria).
A més, la conferència de Bandung (1955) va alimentar la dinàmica independentista. En aquesta conferència, les delegacions asiàtiques (Índia, Pakistan, Indonèsia, Birmània, Ceilan, la Xina i Vietnam del Nord) i africanes (Egipte, Etiòpia, Libèria, Líbia, Sudan i Ghana), a més de les corresponents als països àrabs, es van reunir per a estudiar temes d'interès comú, com el colonialisme, el racisme i la sobirania nacional.
En aquest context cal esmentar la Declaració sobre l'Atorgament de la Independència als Pobles i Països Colonials, adoptada per la Resolució de l'Assemblea General de les Nacions Unides número 1514 (XV) de 14 de desembre de 1960. En l'article 2 s'afirma que "Tots els pobles tenen dret a l'autodeterminació; en virtut d'aquest dret determinen lliurement el seu estatus polític i procuren lliurement per llur desenvolupament econòmic, social i cultural".

### Estímuls interiors
Malgrat que va tenir menys pes que els estímuls exteriors, l'impacte sociopolític de la Segona Guerra Mundial també va afectar l'Àfrica negra, com havia passat en altres continents. La contesa no havia afectat aquesta regió del planeta, però, en canvi, la dificultosa relació amb les metròpolis i la contribució a l'esforç de guerra havien propiciat un cert desenvolupament econòmic propi.Noves xarxes de comunicacions i algunes indústries de transformació van afavorir el creixement urbà, i també l'aparició (en alguns països) d'una llavor de classes mitjanes i un proletariat autòctons. A més, sobretot, la mobilitat social i geogràfica va començar a influir en la destribalització.
Des d'un punt de vista merament polític, en el canvi de segle havien aparegut les primeres figures nacionalistes panafricanistes, originàries de l'àrea antillana, nord-americana o sud-africana. Als EUA, Marcus Garvey va organitzar el 1914 l'Associació Universal per a la Promoció dels Negres, que propugnava el retorn a l'Àfrica dels nord-americans de color. El doctor i professor de sociologia William E.B. Du Bois va estructurar el pensament panafricanista i posà en marxa tota una sèrie de congressos. El primer es va celebrar a París, el 1919. Però el més important va ser el cinquè, de 1945, que es va convocar a Manchester.
Els processos independentistes que es van succeir a l'Àfrica subsahariana el 1960 es van dur a terme enmig d'una gran tranquil·litat. Tanmateix, les noves repúbliques africanes sempre van ser estats molt més precaris que els asiàtics o els àrabs. En bona part, perquè a diferència d'aquests, a l'Àfrica subsahariana a penes van existir entitats estatals precolonials importants. I les poques que van sobreviure fins al segle xix van ser arrasades pels conqueridors europeus, que van barrejar sense miraments centenars de pobles, ètnies i tribus (a tall d'exemple, solament la Nigèria actual agrupa 250 ètnies diferents).
La manca de cultures homogeneïtzadores i la coexistència forçada de persones tan alienes entre elles va afavorir la inestabilitat política i social. També va dificultar l'emergència de classes mitjanes autòctones i el desenvolupament de cultures nacionals. A més, faltaven quadres dirigents, funcionariat i classes tecnicoprofessionals. Això va fer que, en molts casos, les relacions amb l'antiga metròpoli fossin una continuació de la dependència colonial; encara que en l'ambient de confrontació bipolar, forçosament acabessin apareixent soviètics o nord-americans com a noves metròpolis. A ells s'hi van unir, en els anys setanta i vuitanta, els xinesos.